# Перехиль
Перехиль (исп. Perejil, неофициальное название на араб. ليلة‎ [Лейла] — «ночь») — крошечный скалистый островок, расположенный в Гибралтарском проливе, в 200 метрах от побережья Марокко, в 5 км от Сеуты. Остров принадлежит Испании (Суверенные территории Испании), однако его принадлежность оспаривается Марокко. Испанский суверенитет над островом обосновывается тем, что остров не был упомянут в договоре о предоставлении независимости Марокко.

## Этимология
Perejil по-испански «петрушка»; английское название Parsley является прямым переводом испанского названия. Однако на самом деле название острова, по-видимому, не связано с растением, а происходит от искажённого Perez Gil («Перес Хиль») — имени завоевателя и первого владельца.

## География

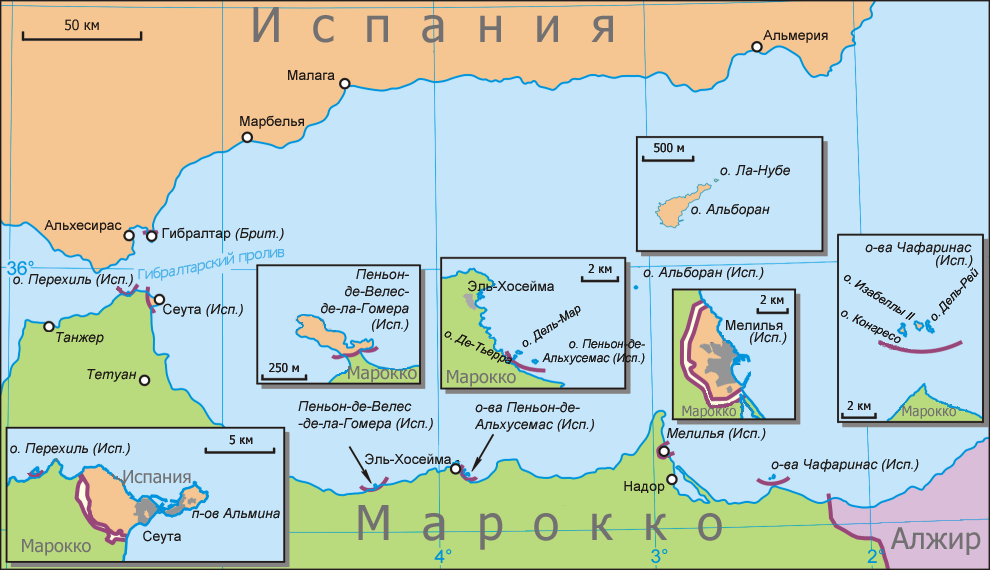
Испанские владения в Северной Африке

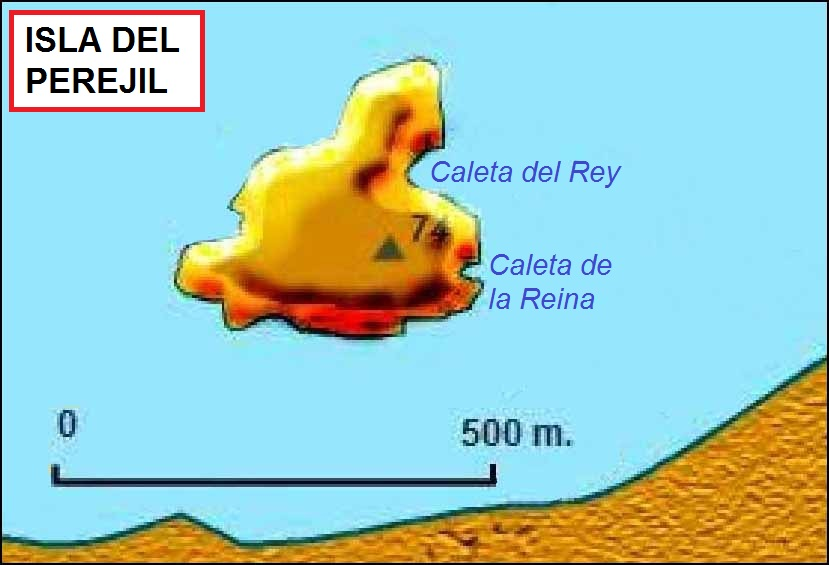
Карта острова Перехиль

- Географические координаты: 35° 54' 48,11" северной широты, 5° 25' 03,34" западной долготы.
- Размеры: около 500 м в длину и около 300 в ширину.
- Максимальная высота над уровнем моря — 74 м.

Остров необитаем. Территория — 0,15 км².

## История
- 14 августа 1415 года: инфант дон Генрих Мореплаватель со своим братом доном Дуарте захватывают Сеуту. В договоре, заключённом с правителем Феса, Сеута признаётся португальским владением.
- 1580: после смерти португальского короля Себастьяна испанский король Филипп II наследует португальскую корону, объединяя под своей властью два королевства.
- 1640: в ходе португальского восстания Сеута решает остаться под сюзеренитетом Филиппа IV.
- 1688: Португалия признаёт испанский суверенитет над Сеутой и её окрестностями.
- 1779: генерал Оркаситас, губернатор Сеуты, распоряжается произвести рекогносцировку на островке, известном под именем Перехиль.
- 1808: Великобритания захватывает остров в ходе Наполеоновских войн с Францией. В 1813 году Фердинанд VII просит британцев освободить остров, утверждая, что он принадлежит Испании. Англичане уходят с острова.
- 1836: островом интересуются Соединённые Штаты, однако Великобритания резко возражает против американского вмешательства.
- 1848: испанский премьер Нарваэс ведёт переговоры о спрямлении границ с марокканским султаном и вынуждает его согласиться на расширение испанских владений. Реакция правительства Великобритании была неожиданной; не желая признавать возникающих в связи с этим соглашением прав Испании на остров Перехиль, оно пытается занять остров силами базирующегося в Гибралтаре гарнизона; в качестве оправдания используется разрешение султана добывать на острове камень для строительства доков в Гибралтаре. Испанское правительство, встревоженное намерениями англичан, высылает из Сеуты батальон для оккупации острова. После новых протестов Британия объявляет о непризнании прав Испании на спорный остров.
- 1859: Британия не отказывается от своих претензий. Перед лицом надвигающейся войны между Испанией и Марокко британское правительство навязывает главе испанского правительства Леопольдо О’Доннелю обязательство «не занимать опорных пунктов в Проливе», имея в виду остров Перехиль.
- 1887: Великобритания признаёт суверенитет Испании над Перехилем. Испанское правительство намерено установить на острове маяк для повышения безопасности судоходства.
- 1894: слухи о том, что марокканский султан уступил остров Великобритании, вызвали большой ажиотаж, однако были опровергнуты.
- 1912: в испано-французском договоре, разделившем территорию Марокко между испанским и французским протекторатами, остров не упоминается, однако Испания высаживает на нём воинский гарнизон. Британия не протестует.
- 1956: после прекращения протектората остров остаётся под испанским контролем.
- 1960-е годы: испанский гарнизон эвакуируется с острова.
- 1991: договор о дружбе, добрососедстве и сотрудничестве между Испанией и Королевством Марокко.
- июль 1994: в проекте устава автономии Сеуты остров Перехиль упомянут как часть автономии. Марокко заявляет протест.
- сентябрь 1994: упоминание Перехиля убрано из окончательной редакции устава автономии.
- лето 2002: испано-марокканский кризис вокруг острова[1][2], завершившийся восстановлением статуса кво.

## Суверенитет

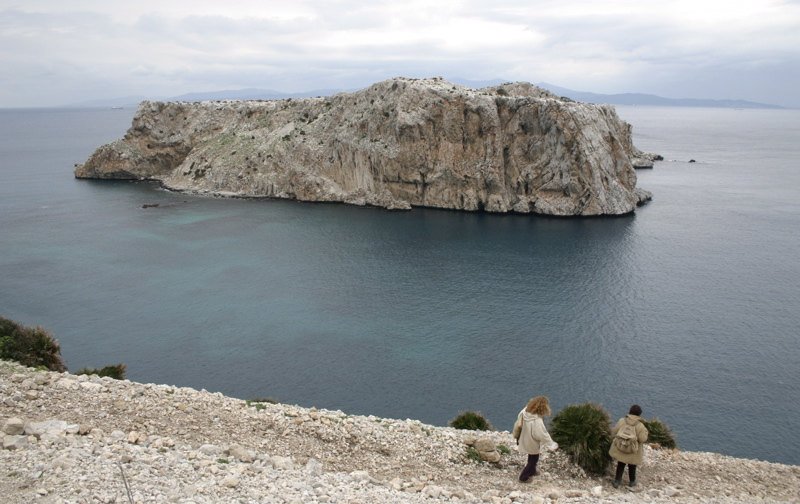
Фото острова Перехиль с побережья Марокко

Испания и Марокко ведут споры о принадлежности острова. Остров не был упомянут в договоре о предоставлении Марокко независимости от Испании, что и послужило причиной споров.
Подавляющее большинство марокканцев и испанцев впервые узнали о существовании острова 11 июля 2002 года, когда на нём высадилась группа марокканских полицейских. По утверждению марокканских властей, полицейские занимались поисками нелегальных иммигрантов; позже, после протестов испанского правительства, полицию сменили курсанты военно-морского училища, устроившие на острове постоянный тренировочный лагерь. Это ещё более усилило раздражение Испании; обе страны вновь заявили о своих правах на остров. Испания была полностью поддержана членами Европейского союза, за исключением Франции и Португалии, которые лишь выразили сожаление по поводу возникновения данного инцидента; требования Марокко официально поддержала Лига Арабских Государств (за исключением Алжира). Утром 18 июля началась операция «Recuperar Soberanía» («Восстановление Суверенитета»), обошедшаяся Испании почти в миллион евро. Операция завершилась успехом, и марокканские кадеты были вытеснены с острова, не оказав сопротивления испанским ударным частям специального назначения, выполнявших весьма сложную задачу: им дано было строжайшее указание не открывать огня, и высадку приходилось проводить в условиях очень сильного ветра. В операции также участвовали части испанских ВВС и военно-морского флота и в регионе все испанские военные силы были приведены в состояние повышенной боеготовности. Взятые в плен марокканцы были доставлены на вертолётах в штаб-квартиру гражданской гвардии в Сеуте, откуда были переправлены к марокканской границе. В тот же день испанских коммандос на острове заменили части испанского Легиона, которые оставались на острове до тех пор, пока Марокко, при посредничестве Соединённых Штатов, не согласилось на возвращение к status quo, существовавшему до инцидента. После этого военные с острова были эвакуированы, и он снова стал необитаем.
В Испании марокканское вторжение было расценено как попытка испытания её решимости защищать свои оставшиеся североафриканские владения. Немедленное и решительное применение военной силы для возвращения острова продемонстрировало намерение Испании и в дальнейшем сохранять своё присутствие в Северной Африке.
Остров не имеет постоянного населения. Марокко выражает озабоченность тем, что островом могут пользоваться террористы и контрабандисты. Предполагается, что остров используется марокканской мафией для переправки нелегальных иммигрантов.